# Tharoch
Tharoch était un État princier des Indes, dirigé par des souverains qui portèrent le titre de « thakur » puis de « rana » et qui subsista jusqu'en 1948, date à laquelle il fut intégré dans l'État d'Himachal-Pradesh.
Tharoch fut occupé par le Népal de 1803 à 1815.

## Liste des thakurs puis ranas de Tharoch de 1787 à 1948
- 1787-1803 Lacchu-Singh (+1815)
- 1815-1819 Karam-Singh (+1819)
- 1819-1838 Jhobu-Singh (+1838)
- 1838-1841 Shyam-Singh
- 1843-1871 Ranjit-Singh (+1877)
- 1871-1902 Kidar-Singh (1865-1902)
- 1902-1944 Surat-Singh (1887-1944)
- 1944-1948 Baljit-Singh, né en 1934